# Szachtarśke
Szachtarśke (ukr. Шахтарське) – miasto na Ukrainie, w obwodzie dniepropetrowskim. Jedno z najmłodszych miast Ukrainy, powstało w związku z rozpoczęciem eksploatacji węgla kamiennego w zachodniej części Donbasu.

## Historia
Prawa miejskie uzyskało w 1954.
W 1989 liczyło 28 068 mieszkańców.